# Аканбарак
Аканбарак (каз. Ақанбарақ) — село в районе Шал акына Северо-Казахстанской области Казахстана. Входит в состав Аютасского сельского округа. Код КАТО — 595635200.
Аул Акан-Барак — молодой по сравнению с другими селами района имени Шал акына Северо-Казахстанской области.
Образован он был в начале 1930-х годов. В 1932 году образовалась заготовительная контора Тонкерийского района, центром района было село Майбалык. Рабочие заготовительной конторы жили в ауле Акан-Барак. Это был небольшой аул в 2—3 дома, получивший своё название от того, что на его территории проживали братья по имени Акан и Барак. При коллективизации несколько аулов рода Атыгай подрода Байимбет соединили вместе в аул Булак, сейчас это аул Жана-Талап. Одна часть Жана-Талапа так и называется «Акан-Барак». На месте Акан-Баракского кладбища есть 3 камня, два из них это могилы братьев Акана и Барака, а третий — это могила акына (имя уже утрачено). 
Акан – современник Вали-хана (ум. в 1819 г.). Младшая жена Вали-хана – Айганым (бабушка Чокана Валиханова) жила неподалеку, основало село Каратал, о чем есть её письмо сибирскому генерал-губернатору об основании села в урочище «Аю-Тас».
«Сибирский вестник, издаваемый Григорием Спаским», 1820 год
"… Аргинцы в 2 отделениях до 11000 семейств. Управляют Средней орды Хан Вали Аблаев и старшины: Кулбек, Байжигит, Акан-бий и Чавпкиль батыр. Кочуют летом и зимою по рекам Ишиму и Исели, в горах Кукча тау и Мукча-тау и в урочищах Уч Кундак, Уч-Бурлык и Кылчакты…"
До 1957 года аул оставался небольшим, никаких значительных событий в нём не происходило.
В 1957 году на территории аула Акан-Барак образовали центральную усадьбу откормочного совхоза, в который вошли аулы Акан-Барак, Жана-Жол, Жанаталап и Кенес. Первым директором откормочного совхоза был Ибраев Омирбай.
В 1962 году часть земель откормочного совхоза вошла в состав Марьевского совхоза, в том числе и аул Акан-Барак с полями. Центральную усадьбу откормочного совхоза перевели в аул Жана-Жол, а аул Акан-Барак стал отделением Марьевского совхоза.
Первым управляющим отделения стал Кусаинов Ергали. Центральная усадьба Марьевского совхоза находилась в городе Сергеевке, а в 1984 году центральную усадьбу перевели в Акан-Барак.
В ауле имеется средняя школа, которая открыта в 1979 году, библиотека. В центре аула воздвигнут памятный мемориал погибшим участникам Великой Отечественной войны. 

## Население
В 1999 году численность населения села составляла 1071 человек (519 мужчин и 552 женщины). По данным переписи 2009 года, в селе проживало 824 человека (415 мужчин и 409 женщин).